# Enfantillages pittoresques
Enfantillages pittoresques ("Målande barnsligheter") är tre korta pianostycken av den franske tonsättaren Erik Satie (1866-1925). De är komponerade 1913 och har titlarna "Petit prélude à la journée: Modéré", "Berceuse: Lent" respektive "Marche du grand escalier". På en CD-inspelning från skivbolaget Naxos med pianisten Klara Körmendi är de 0:32, 1:05 respektive 1:12 långa.